# Olympische Sommerspiele 1992/Teilnehmer (Mauritius)
| Gelbes Symbol für Goldmedaillen mit stilisierten Olympischen Ringen | Graues Symbol für Silbermedaillen mit stilisierten Olympischen Ringen | Braundes Symbol für Bronzemedaillen mit stilisierten Olympischen Ringen |
| ------------------------------------------------------------------- | --------------------------------------------------------------------- | ----------------------------------------------------------------------- |
| —                                                                   | —                                                                     | —                                                                       |

Mauritius nahm an den Olympischen Sommerspielen 1992 in Barcelona, Spanien, mit einer Delegation von 13 Sportlern (sechs Männer und sieben Frauen) an elf Wettkämpfen in drei Sportarten teil. Medaillen konnten keine gewonnen werden. Es war die siebte Teilnahme an Olympischen Sommerspielen für das Land.

## Teilnehmer nach Sportarten

### Badminton
Damen

Doppel
- Ergebnisse
Runde eins: ausgeschieden gegen Ladawan Mulasartsatorn und Piyathip Sansaniyakulvilai aus Thailand mit 0:2 nach Sätzen
Rang 17
- Mannschaft
Martine de Souza
Vandanah Seesurun

Einzel
- Martine de Souza
Runde eins: ausgeschieden gegen Christine Magnusson aus Schweden mit 0:2 nach Sätzen
Rang 33

- Vandanah Seesurun
Runde eins: ausgeschieden gegen Camilla Martin aus Dänemark mit 0:2 nach Sätzen
Rang 33

Herren

Einzel
- Édouard Clarisse
Runde eins: ausgeschieden gegen Wong Wai Lap aus Hongkong mit 0:2 nach Sätzen
Rang 33

### Leichtathletik
Herren
- Kersley Gardenne
  - Stabhochsprung

Qualifikationsrunde: Gruppe A, 5,20 Meter, Rang zwölf, Gesamtrang 24, nicht für das Finale qualifiziert
4,80 Meter: gültig, ohne Fehlversuch
5,00 Meter: gültig, ohne Fehlversuch
5,20 Meter: gültig, ohne Fehlversuch
5,30 Meter: ungültig, drei Fehlversuche

- Judex Lefou
  - 110 Meter Hürden

Runde eins: ausgeschieden in Lauf zwei (Rang sieben), 14,45 Sekunden

- Khemraj Naïko
  - Hochsprung

Qualifikationsrunde: Gruppe A, 2,10 Meter, Rang 18, Gesamtrang 33, nicht für das Finale qualifiziert
2,00 Meter: ausgelassen
2,05 Meter: ausgelassen
2,10 Meter: gültig, ohne Fehlversuch
2,15 Meter: ungültig, drei Fehlversuche

### Schwimmen
Damen

4 × 100 Meter Freistil Staffel
- Ergebnisse
Runde eins: ausgeschieden in Lauf zwei (Rang sieben), 4:09,96 Minuten
Rang 13
- Mannschaft
Nathalie Lam
Corinne Leclair
Annabelle Mariejeanne
Luanne Maurice

Einzel
- Corinne Leclair
  - 100 Meter Freistil

Runde eins: ausgeschieden in Lauf eins (Rang vier), 1:00,95 Minuten
Rang 44
  - 200 Meter Freistil

Runde eins: ausgeschieden in Lauf zwei (Rang sechs), 2:12,55 Minuten
Rang 35
  - 400 Meter Freistil

Runde eins: ausgeschieden in Lauf zwei (Rang fünf), 4:43,53 Minuten
Rang 33

Herren

Einzel
- Bernard Desmarais
  - 100 Meter Rücken

Runde eins: ausgeschieden in Lauf drei (Rang sechs), 1:07,75 Minuten
Rang 45
  - 200 Meter Rücken

Runde eins: ausgeschieden in Lauf eins (Rang zwei), 2:31,52 Minuten
Rang 45

- Benoît Fleurot
  - 200 Meter Freistil

Runde eins: ausgeschieden in Lauf drei (Rang sechs), 1:59,73 Minuten
Rang 42
  - 400 Meter Freistil

Runde eins: ausgeschieden in Lauf zwei (Rang sieben), 4:12,05 Minuten
Rang 42
  - 1500 Meter Freistil

Runde eins: ausgeschieden in Lauf eins (Rang fünf), 16:43,46 Minuten
Rang 28
  - 200 Meter Schmetterling

Runde eins: ausgeschieden in Lauf zwei (Rang vier), 2:13,09 Minuten
Rang 43

### Segeln
Damen
- Marie Menage
  - Windsurfen

Finale: 292,0 Punkte, Rang 23